# Andrei Soloménnikov
Andrei Aleksàndrovitx Soloménnikov (en rus Андрей Александрович Соломенников) (Ijevsk, 10 de juny de 1987) és un ciclista rus, professional des del 2008 i actualment a l'equip Gazprom-RusVelo.
El 2013 va ser suspès per sis mesos després de donar positiu per fenoterol al Campionat nacional en ruta.

## Palmarès
- 2007
  - 1r al Gran Premi San Giuseppe
- 2011
  - 1r a la Copa de la Pau
  - Vencedor d'una etapa als Cinc anells de Moscou
- 2012
  - 1r al Tour de Loir i Cher
- 2014
  - 1r al Memorial Oleg Diatxenko
  - 1r als Cinc anells de Moscou
- 2015
  - 1r a la Krasnodar-Anapa

### Resultats al Giro d'Itàlia
- 2016. 127è de la classificació general